# Jingzhou (Huaihua)
Der Autonome Kreis Jingzhou der Miao und Dong (chinesisch 靖州苗族侗族自治县, Pinyin Jìngzhōu Miáozú Dòngzú Zìzhìxiàn) ist ein autonomer Kreis der Miao und Dong in der zentral-südlichen Provinz Hunan der Volksrepublik China. Er gehört zum Verwaltungsgebiet der bezirksfreien Stadt Huaihua (怀化市). Der Kreis Jingzhou hat eine Fläche von 2.208 km² und 233.638 Einwohner (Stand: Zensus 2020). Sein Hauptort ist die Großgemeinde Quyang (渠阳镇).